# Heliophanus thaleri
Heliophanus thaleri este o specie de păianjeni din genul Heliophanus, familia Salticidae, descrisă de Wesolowska în anul 2009. Conform Catalogue of Life specia Heliophanus thaleri nu are subspecii cunoscute.